# Fiat 508CM
La Fiat 508CM fu un veicolo militare tattico leggero prodotto dall'italiana Fiat ed estesamente impiegata dal Regio Esercito durante la seconda guerra mondiale. La sigla CM sta ad indicare la versione militare (M) dell'automobile Fiat 508C "Nuova Balilla 1100".

## Storia

Una delle prime Fiat 508C Coloniale. Le linee generali sono ancora quelle della 508C civile.

La Fiat, quando nel 1937 aveva lanciato la 508C Nuova Balilla, aveva estrapolato dalla versione civile un modello tattico per le forze armate denominato Fiat 508C Coloniale, esattamente come aveva fatto in precedenza con la Fiat 508M. La vettura, carrozzata torpedo a quattro porte e quattro posti, conservava le forme della progenitrice, compreso il caratteristico "musetto", e fu prodotta per il Regio Esercito dal 1937 al 1939. Nel frattempo, l'11 luglio 1938 venne presentata ad Avezzano la 508CM, evoluzione della precedente vettura coloniale, caratterizzata da forme squadrate e sospensioni rinforzate. Entrata in servizio nello stesso anno nel Regio Esercito e nella Regia Aeronautica, rimase in produzione fino al 1945, per un totale di 6000 esemplari prodotti, alcune centinaia dei quali per la Wehrmacht dopo l'Armistizio di Cassibile. Fu la vettura da ricognizione e collegamento più diffusa tra i comandi del Regio Esercito durante la seconda guerra mondiale. Oltre che nelle versioni militare standard e camioncino, fu prodotta, fino al 1943, anche una versione Fiat 508CM Coloniale, adattata per l'impiego nei teatri dell'Africa Orientale Italiana ed in Libia. Inoltre, in vista delle operazioni sul fronte orientale, venne realizzata la versione con carrozzeria chiusa Fiat 508CM Berlina FO (Fronte Orientale). Dopo la guerra, continuò ad essere utilizzata fino al 1960 dalle forze armate repubblicane.

## Tecnica
La 508CM è realizzata sull'autotelaio della Fiat 508C. Il telaio, a quattro ruote a trazione posteriore e guida a destra, è leggermente più lungo della civile, è rinforzato e rialzato da terra, con sospensioni maggiorate e rapporto al ponte più alto; esso monta pneumatici maggiorati da 6,00×16. La carrozzeria torpedo a quattro porte ha forme squadrate, come la caratteristica calandra rotondeggiante, con quattro pedane a lato degli sportelli e ruota di scorta montata sulla coda; la copertura a soffietto, in tela, si ripiega dietro ai sedili posteriori. Il motore è il Fiat 108C, un 4 cilindri in linea a benzina a valvole in testa da 1089 cm³ erogante 30 CV a 4.400 giri/min, con cambio a 4 marce più retro, capace di spingere la vettura a 95 km/h. La colorazione ufficiale per il teatro metropolitano e continentale è "grigioverde".

## Varianti

### Fiat 508CM Camioncino
Versione con carrozzeria parzialmente in legno e cassone posteriore, anch'esso in legno, di dimensioni 1540×1600×600 mm e da 300 kg di portata.

### Fiat 508CM Coloniale
Prodotta fino al 1943, era destinato all'impiego in Africa settentrionale ed in Africa Orientale Italiana. Questa versione differisce dalla Militare standard per il rapporto di compressione (6,6:1), per la pompa di alimentazione supplementare elettrica, per il rapporto al ponte (7/39) e per gli pneumatici più ottimizzati per i terreni sabbiosi; la capacità del serbatoio carburante è aumentata a 70 litri e la vettura risulta più lunga (4,05 m) e più pesante (1200 kg a pieno carico). La carrozzeria, le cui sigillature sono particolarmente curate per impedire l'ingresso della sabbia, è verniciata in "nocciola coloniale".

### Fiat 508CM Berlina FO

Una Berlina FO in Russia, seguita da una 508CM standard.

La versione Berlina Fronte Orientale è nata per l'impiego specifico sul fronte russo e venne assegnata in 50 esemplari al Corpo di spedizione italiano in Russia nel 1941. Essa è costituita da una carrozzeria completamente chiusa tipo berlina, montata sul telaio della 508CM e dotata di impianto di riscaldamento per far fronte al clima rigido di quelle zone. Prodotta in numero insufficiente, si rese necessario l'invio in Russia anche delle normali 508CM standard. Nello stesso periodo e per le stesse esigenze, anche la più grande e potente Alfa Romeo 6C 2500 Coloniale venne adattata in Coloniale chiusa.